# バルトールス・デ・サクソフェラート
バルトールス・デ・サクソフェラート（ラテン語: Bartolus de Saxoferrato、1313年 - 1357年7月13日）は、14世紀のイタリアの中世ローマ法及び大陸法の権威であった法学者。ボローニャ大学、ピサ大学、ペルージャ大学の法学教授。フランチェスコ会士。バルトルス・デ・サッソフェラト、バルトロ・ダ・サッソフェラートとも。
スコラ哲学の演繹法を使って法を体系化することにより、実用性に難点の多かった註釈学派に替えて後期註釈学派を発展させ、「バルトールスの徒にあらざる者は法律家にあらず」と言われた。

## 生涯
1313年、イタリアのマルケ州サッソフェッラートに近いヴェナチュラ村の富裕な農家に生まれる。父はフランシスカス・セヴェリ、母はアルファニの家系。ペルージャ大学入学後、チーノ・ダ・ピストイアの下で民法を修め、ボローニャ大学ではオルドラドゥス・デ・ポンテとヤコブス・デ・ベルビーゾに師事。1334年、21歳の若さで法学博士になる。その後イタリア各地で実務家として活動、1339年にピサ大学で初めて教鞭をとり、 1343年にはペルージャ大学教授に就任。
ペルージャの法学校をボローニャ市の基準まで引き上げた功績により、1348年には同市から名誉市民の称号を受けた。1355年には神聖ローマ皇帝カール4世から法制顧問に指名。
ペルージャにおいてはバルドゥス・デー・ウバルディス、また兄弟のアンゲリウスとペトルスがその弟子であった。43歳のときペルージャで急逝し、聖フランチェスコの教会に埋葬された。
バルトールスは短い生涯であったにも拘らず、稀有なほど多くの著作を残している。彼はローマ法大全のうちユスティアヌス法典以外の全項目の解説を書き、また、水利権に関する著名な論文『De fluminibus seu Tyberiadis』など多くの各論の論文を著述した。裁判所や民間団体から法的見解を求められて作成した意見書は400件近くに上る。
バルトールスが発達させた成文法は、のちに民法の慣例の一部となっていった。また14世紀のイタリアでは各都市にそれぞれの法律と慣例があり地域を跨る紛争を解決しうる法の必要性が高かったことから、最も重要であると見做されている彼の業績は、紛争解決に関する法分野を発達させたことである。論文『De insigniis et armis』では紋章法のみでなく商標法といった新たな概念も論じた。
また地方自治やイタリアの党派、小貴族政権の合法性といった政治的課題に関する著述もした。その政治的思想は当時の政治的環境のバランスをとり、地方政治の合法性を確保したうえで神聖ローマ帝国の立場を尊重するというものであった。

## 逸話
- バルトールスは生前から既に著名であったが、 ローマ法が発達したルネサンス期には再度、権威ある法学者として見做されるようになった。これは格言「バルトーリスの徒に…」に留まるものでなく、大航海時代の1427年及び1433年のスペイン法典や1446年のポルトガル法典は、ローマ文字やアックルシウスの論（ローマ法のこと）の影響が及んでいない地域へバルトールスの論を普及すべきことを規定している。

- バルトールスは、彼の民法論が適用されていなかったイギリスにおいても尊敬されており、オックスフォード大学で教えた国際法学者・民法学者のアルベリコ・ジェンティーリ（英語版）や、政治家・裁判官のリチャード・ズーチ（英語版）にも影響を与えた。

- イタリアの学者ロレンツォ・ヴァッラはバルトールスの論を批判したことで、1431年にパヴィーア大学を追放されている。
- 著名な人物であることから、イタリアの演劇では登場人物に彼の名が使われることがある。演劇やジョアキーノ・ロッシーニのオペラ『セビリアの理髪師』や、モーツァルトの『フィガロの結婚』のバルトロがそれである。

## 参考文献

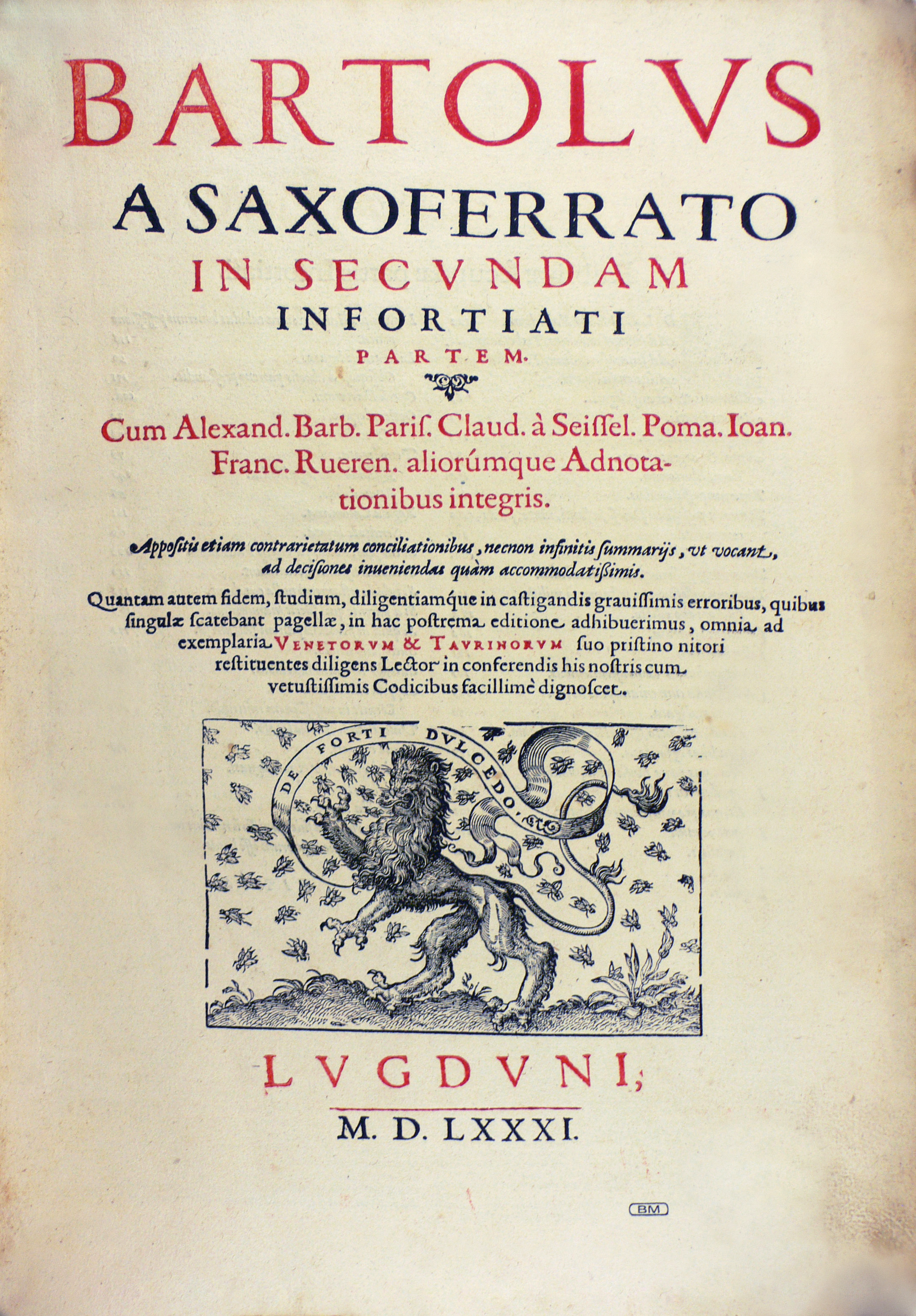
Opera omnia, 1581 (Milano, Fondazione Mansutti).

## 目録文献
原稿目録

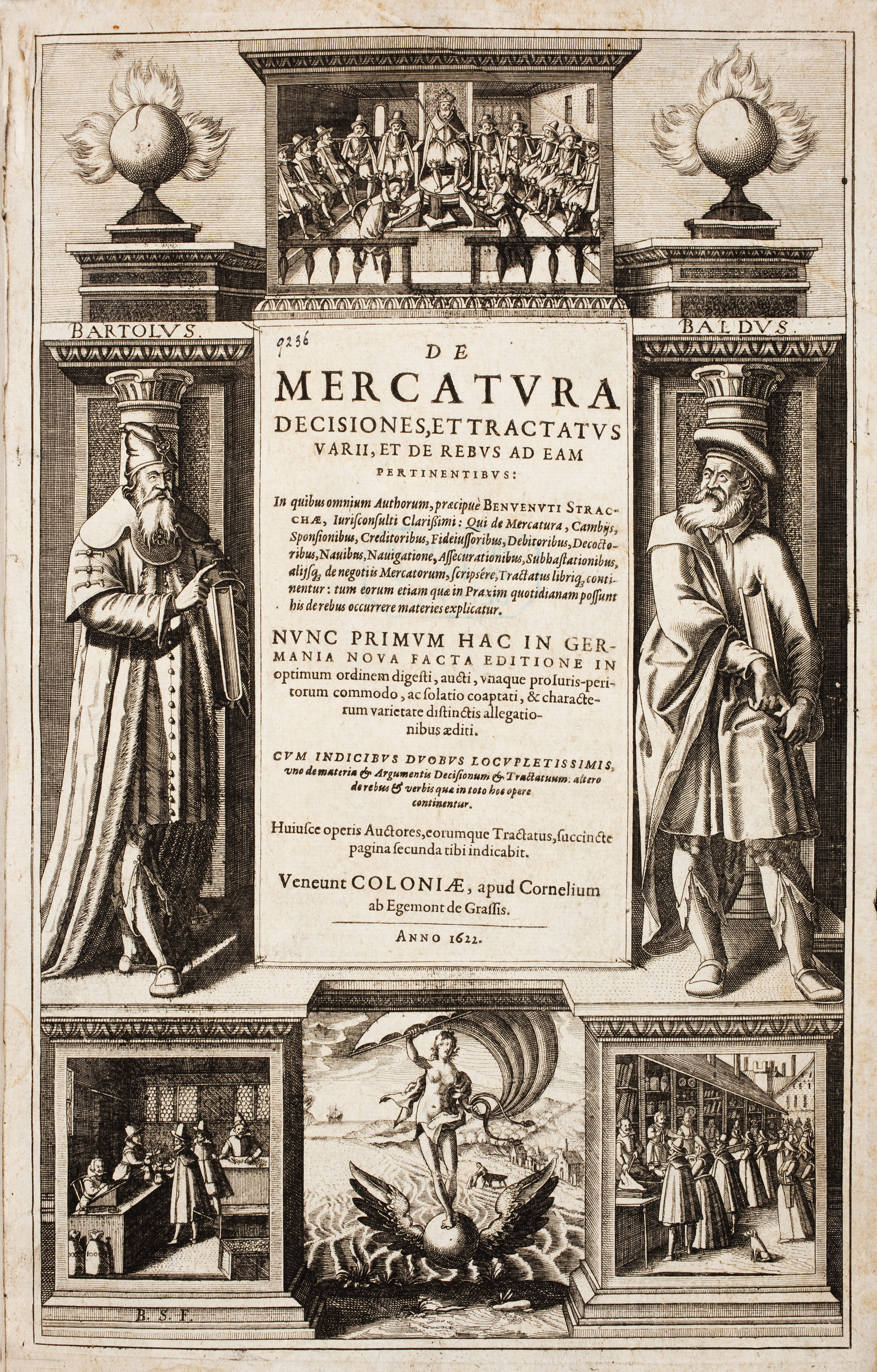
Bartolus de Saxoferrato at the left on the title page of Benvenutus Straccha (Benvenuto Stracca) : De mercatura decisiones, 1671

- Casamassima, Emanuele, Codices operum Bartoli a Saxoferrato recensiti 1, Iter Germanicum (Firenze: Olschki, 1971).
- Dolezalek, Gero, Verzeichnis der Handschriften zum römischen Recht bis 1600, 4 vols. (Frankfurt: Max-Planck-Institut für europäische Rechtsgeschichte, 1972).
- García y García, Antonio, Codices operum Bartoli a Saxoferrato recensiti 2, Iter Hispanicum (Firenze: Olschki, 1973).
- Izbicki, Thomas M., and Patrick Lally, "Texts Attributed to Bartolus de Saxoferrato in North American Manuscript Collections," Manuscripta 35 (1991): 146-155.
- Izbicki, Thomas M., "Additional Texts Attributed to Bartolus de Saxoferrato in North American Manuscript Collections," Manuscripta 55 (2011): 146-155.
- Izbicki, Thomas M., "Manuscript Works of Bartolus de Saxoferrato in the Vatican Library," Rivista Internazionale di Diritto Comune 23 (2012): 147-210.
- Krafzik, Sebastian: Die Herrschereinsetzung aus der Sicht des Bartolus von Sassoferato In: Journal on European History of Law, London: STS Science Centre, Vol. 1, No. 2, pp. 39–43, (ISSN 2042-6402).
- Kuttner,  Stephan, and Reinhard Elze, A Catalogue of Canon and Roman Law Manuscripts in the Vatican Library, 2 vols. (Città del Vaticano: Biblioteca Apostolica Vaticana, 1986–1987).  Volume 1: Codices Vaticani latini 541-2299; volume 2: Codices Vaticani latini 2300-2746.